# Angélica Castro
María Angélica Castro González (11 de mayo de 1972) es una presentadora de televisión, actriz, modelo y empresaria chilena.

## Biografía
Nacida el 11 de mayo de 1972, hija del coronel (R) José Castro Sauritain, quien fue comandante del Regimiento Colchagua e intendente de la provincia de Colchagua en 1974. Fue descubierta a los catorce años. Muy pronto se encontró haciendo fotos de modas para la revista Paula, para la que posó más adelante como portada. A través de la agencia Ford Modeling ha realizado portadas de revistas internacionales como Elle, Marie Claire y Vanidades. Ha representado marcas como Nivea, Nestlé y Orange Crush.
Es Educadora Diferencial con mención en trastornos de audición y lenguaje, titulada en la UMCE.
A los 17 años fue anfitriona de su primer programa de modas en la cadena de televisión La Red. Dos años después en Canal 13 Chile se convirtió en conductora del programa Más Música. El programa fue emitido internacionalmente y Angélica tuvo la oportunidad de entrevistar a artistas como Paul McCartney, Luis Miguel, Miguel Bosé, The Rolling Stones, Tears for Fears, además de un especial con las Spice Girls.
Ella continúa siendo anfitriona de programas especiales de Canal 13 como Miss Chile, Miss Universo, OTI. Realizó su primer rol en la telenovela Marparaíso, vista en toda Latinoamérica. Durante 1999 entrevistó en forma exclusiva al mago David Copperfield en Venezuela. También ha sido anfitriona de los Premios APES; Premio nacional chileno en el área de la cultura. Angélica fue una de las presentadoras oficiales de “Billboard Magazine´s 7th Annual Latin Music Awards” el cual fue televisado por Telemundo.

## Vida personal
El 5 de enero de 2002, contrajo matrimonio con el también actor chileno, Cristián de la Fuente, con quien tiene una hija, Laura de la Fuente Castro.En julio de 2023 la pareja se separó, por infidelidad del actor.

## Filmografía

### Telenovelas
| Teleseries | Teleseries | Teleseries          | Teleseries |
| Año        | Teleserie  | Rol                 | Canal      |
| ---------- | ---------- | ------------------- | ---------- |
| 1998       | Marparaíso | Jacqueline "Jackie" | Canal 13   |
| 2012       | Maldita    | Fiscal Ana Cilic    | Mega       |

### Series y unitarios
| Series y Unitarios | Series y Unitarios | Series y Unitarios | Series y Unitarios    |
| Año                | Series             | Rol                | Canal                 |
| ------------------ | ------------------ | ------------------ | --------------------- |
| 2003               | Angel              | Reportera          | WB Television Network |
| 2003               | Nip/Tuck           | María Amador       | FX                    |
| 2009               | In Plain Sight     | Francesca García   | USA Network           |
| 2011               | Prófugos           | Marcela            | HBO                   |

### Programas de televisión
- Más música (Canal 13, 1994-1998) - Conductora
- Miss Chile (Canal 13, 1999) - Coanimadora
- La movida del festival (Canal 13, 2000-2001) - Coanimadora
- Coming Attractions (E!, 2000) - Conductora
- Hollywood Hype (E!, 2001) - Conductora
- Nuestra belleza latina (Univisión, 2001) - Jurado
- Festival de Viña del Mar (Canal 13, 2002) - Coanimadora
- F.Y.E! (E!, 2002) - Conductora
- Hollywood Hype (E!, 2002) - Conductora
- Wild On! (E!, 2002-2003) - Conductora
- La misión (TVN, 2006) - Conductora
- Los especialistas (Mega, 2010) - Conductora
- Zona de Estrellas (Zona Latina, 2012) - Invitada
- Proyecto Miss Chile (Canal 13, 2013) - Jurado
- Dudo (Canal 13C, 2013) - Invitada
- Juga2 (TVN, 2013) - Participante
- Super estrellas (CHV, 2014) - Jurado
- Aquí somos todos (Canal 13, 2021) - Conductora

### Publicidad
- Next de Soprole (2000-2002)
- Maicao (2014-??)

## Teatro
- ”Latinologues” (2012)
- ”Brujas” (2015)
- "El Beso del Jabali" de Eduardo H.Roman (2016) (2017)[6][7]